# 南奧達爾
南奧達爾（挪威語：Sør-Odal）是挪威的一個市镇，位於内陆郡，行政中心为斯卡內斯村。市镇面积为517平方公里，人口数量约为7,800人（2016年），人口密度为每平方公里16人。